# إلمر كنوتسون
إلمر كنوتسون هو عسكري كندي، ولد في 30 أكتوبر 1914 في Torquay, Saskatchewan ‏ في كندا، وتوفي في 9 أغسطس 2001 في إدمونتون في كندا.